# Tanglewood
Ne doit pas être confondu avec Île Tanglewood.
Résidence
Tanglewood est un centre culturel situé dans les monts Berkshire au Massachusetts, entre Lenox et Stockbridge. Cet espace principalement voué à la musique classique, est depuis 1937 le lieu de résidence de l'Orchestre symphonique de Boston. Tanglewood regroupe trois écoles de musique : le Centre de musique de Tanglewood (en), Days in the Arts, et le Boston University Tanglewood Institute (en). Autour de la musique classique, Tanglewood propose toute l'année des concerts de musique contemporaine, de jazz ou de variétés (James Taylor, John Williams, Diana Ross).

## Histoire

### Les premières saisons, 1934 et 1935
L'histoire de Tanglewood commence avec le compositeur et chef d'orchestre Henry Hadley qui était à la recherche d'un lieu et de soutiens financiers pour la création d'un festival annuel de musique classique dans les monts Berkshire. Il rencontre la philanthrope Gertrude Robinson Smith (en) avec qui il organise en quelques mois le premier Berkshire Symphonic Festival, avec le New York Philharmonic Orchestra, sous le parrainage de Sara Roosevelt (la mère du Président en exercice). Les concerts ont lieu les 23, 25 et 26 août 1934 dans un manège à chevaux de la propriété de Daniel D. Hanna à Interlaken. Encouragés par le succès, ils reproduisent l'évènement l'année suivante.

### 1936, premier concert du Boston Symphony Orchestra
Le comité du festival invite alors Serge Koussevitzky et l'Orchestre symphonique de Boston, et ils donnent leur premier concert à Holmwood, la propriété de Margaret Vanderbilt près de Lenox dans les Berkshires, le 13 août 1936. Cette première série de trois concerts est donnée sous une tente et connaît un succès considérable, avec 15 000 spectateurs. L'hiver de la même année, Gorham Brooks et Mary Aspinwall Tappan (descendante du marchand William F. Sturgis et de l’abolitionniste Lewis Tappan), donnent leur propriété familiale - Tanglewood - à l'orchestre.

### 1937, la naissance de Tanglewood
En 1937 le festival change de lieu et s'installe dans une propriété offerte par Gorham Brooks et Mary Aspinwall Tappan. Le nom de Tanglewood lui sera donné en référence à un écrit de l'écrivain américain Nathaniel Hawthorne. En mars 1850, Hawthorne, sur le conseil de son éditeur William Ticknor, loue un petit cottage auprès de William Aspinwall Tappan, dans les Berkshires, un endroit coquet de la période du Gilded Age. Pendant son séjour au cottage, Hawthorne écrit Tanglewood Tales (1853), une ré-écriture de mythes grecs pour les enfants. En souvenir de ce livre, le propriétaire renomme le cottage Tanglewood, et le nom fut rapidement donné à un autre cottage proche, aussi propriété de la famille Tappan.
Le premier concert de l'Orchestre de Boston à Tanglewood est donné sous une tente le 5 août 1937, un programme entièrement consacré à la musique de Ludwig van Beethoven. Lors du concert Wagner qui ouvre le second weekend, la pluie et la foudre interrompent deux fois l'ouverture de Rienzi et provoquent l'omission des Murmures de la forêt de Siegfried, une musique trop délicate pour être entendue au travers des averses. Pendant l'entracte, Miss Gertrude Robinson Smith, une des fondatrices du festival, appelle à une levée de fonds pour la construction d'une structure permanente et, peu après, les plans d'un "pavillon de musique" voient le jour.

### 1938: ouverture du pavillon de musique
L'architecte Eliel Saarinen propose une esquisse qui se révèle trop compliquée et trop coûteuse. Sa deuxième esquisse, pourtant simplifiée, est encore trop chère ; il écrit finalement aux membres du comité que s'ils insistaient pour rester dans leur budget, ils finiraient avec "tout juste un kiosque". Le comité se tourne alors vers Joseph Franz, un ingénieur de Stockbridge. Son bâtiment de structure métallique en forme d'éventail, pouvant accueillir 5121 places assises, est inauguré le 4 août 1938. À l'occasion de son cinquantième anniversaire en 1988, le kiosque (The Shed) est rebaptisé The Koussevitzky Music Shed.
Deux ans plus tard, le chef d'orchestre Serge Koussevitzky inaugure une école d'été pour environ 300 jeunes musiciens, maintenant connue comme le Centre de musique de Tanglewood (en) et destiné à tous les styles de musique. Le 8 juillet 1940, la première classe d'étudiants et le corps professoral se réunissent pour jouer l'hymne Alleluia (en) de Randall Thompson, une œuvre chorale commissionnée par Koussevitzky pour l'occasion et qui deviendra une tradition incontournable à Tanglewood. Dès 1941, la Salle de Concert-Théâtre, la Salle de musique de chambre et plusieurs petits studios sont achevés. L'Orchestre symphonique de Boston donnera ensuite des concerts tous les ans à Tanglewood, sauf pendant les années 1942-1945 en raison de la Seconde Guerre mondiale, attirant près de 100 000 visiteurs chaque année.
À la mort de Koussevitzky en 1951, Charles Munch lui succède à la tête de l'Orchestre symphonique de Boston et à Tanglewood. En 1958, Munch y supervise de futurs grands chefs : Zubin Mehta, Claudio Abbado et David Zinman. La même année se produit le Boston Pops Orchestra qui devient un incontournable du festival. Le kiosque est rénové en 1959, et son acoustique est améliorée.
En 1962, Erich Leinsdorf succède à Munch et joue la première américaine du War Requiem de Benjamin Britten le 27 juillet 1963. Il poursuit l’expansion du Centre musical en créant le festival de musique contemporaine sous l'égide du compositeur Gunther Schuller. Soucieux de faire découvrir au public de Tanglewood les nouvelles tendances musicales, Schuller invite des stars de la musique pop comme The Who, Janis Joplin, Iron Butterfly ou Jefferson Airplane.
En 1973, Seiji Ozawa succède à William Steinberg à la tête de l'orchestre et devient le directeur artistique de Tanglewood, fonction qu'il occupera 29 années. En 1986, l'orchestre achète le terrain voisin, augmentant la surface de la propriété d'environ 40 %. Le hall Seiji Ozawa a été construit en 1994 sur ce nouveau terrain et fut inauguré le 7 juillet 1994. Pendant ce temps, l'aura musicale du festival grandit avec des chefs comme Eugène Ormandy ou André Previn et Ozawa fait de John Williams, chef musical du Boston Pops Orchestra, un artiste résidant qui donne chaque été un concert de musiques de film.
Aujourd’hui, Tanglewood attire chaque année plus de 350 000 visiteurs. Chaque saison offre non seulement un vaste choix de concerts mais aussi une large palette de formes musicales et de styles.
| - Le Shed - Le Boston Pops sous la direction de John Williams dans le Shed - Le Seiji Ozawa Hall - Intérieur du Seiji Ozawa Hall |

## Un centre pour jeunes musiciens
Parallèlement à sa tradition de concerts en plein air, Tanglewood abrite un centre destiné à l'éducation musicale de jeunes musiciens, le Boston University Tanglewood Institute (en) (BUTI) pour les lycéens, et le Centre de musique de Tanglewood (en) pour les musiciens en passe de devenir professionnels.
Aaron Copland, Paul Hindemith et Olivier Messiaen ont été parmi les premiers professeurs. Koussevitzky lui-même enseigna la direction d'orchestre, et il eut comme étudiants Leonard Bernstein et Lukas Foss. Luciano Berio, Alan Hovhaness et Jean-Philippe Tremblay ont aussi fréquenté Tanglewood, ainsi que Kenneth Hesketh.